# Didier Dagueneau
Didier Dagueneau, né le 7 juin 1956 à Cosne-sur-Loire (Nièvre) et mort le 17 septembre 2008 à Hautefaye (Dordogne) dans un accident d'ULM,,, est un vigneron français de notoriété mondiale, connu autant pour sa personnalité passionnée et atypique que pour la qualité de ses pouilly-fumé.[réf. nécessaire]
Ses cuvées Silex, Pur Sang et Buisson Renard, entre autres, sont considérées par bien des sommeliers et bien des amateurs comme les expressions les plus singulières du sauvignon.[réf. nécessaire]
À sa mort, le domaine familial de Saint-Andelain est repris par son fils Louis-Benjamin Dagueneau.